# Sadmir Zekovic
Sadmir Zekovic, född 29 juni 1994, är en svensk fotbollsspelare med ursprung från Montenegro som spelar för Ariana FC.

## Karriär
Zeković började spela fotboll för BK Kick i Kroksbäck i Malmö. Han representerade såväl Malmö FFs som LB07s ungdomslag innan han 2012 gjorde ett succéartat provspel hos Calcio Catania med bland annat ett mål i en match mot A-laget, en prestation som gav ett femårskontrakt med Serie A-klubben. Där tränade han med A-laget och spelade för Primavera-laget. Tidigare hade även AFC Ajax visat intresse.  Men konkurrensen blev för stor i Catania, och därför gick han som bosman till IL Fylkir 2014. 
I mars 2015 återvände Zekovic till Sverige och skrev på för Kristianstads FF.
Inför säsongen 2016 gick Zekovic till BK Olympic. Inför säsongen 2017 gick han till IFK Malmö. I augusti 2017 återvände Zekovic till division 3-klubben BK Olympic.
Den 27 december 2019 värvades Zekovic av Utsiktens BK, där han skrev på ett tvåårskontrakt. I mars 2021 värvades Zekovic av Oskarshamns AIK, där han skrev på ett ettårskontrakt med option på ett år till.
Den 17 december 2021 gick Zekovic till AFC Eskilstuna som bosman, där han skrev på ett tvåårskontrakt med option på ett år till. I juli 2022 värvades Zekovic av Östersunds FK, där han skrev på ett 2,5-årskontrakt. I augusti 2023 blev han klar för Jönköping Södra IF.
I januari 2024 värvades Zekovic av BK Olympic. I september 2024 värvades Zekovic av Ettan Södra-klubben Ariana FC.